# Loyaliteitsverklaring

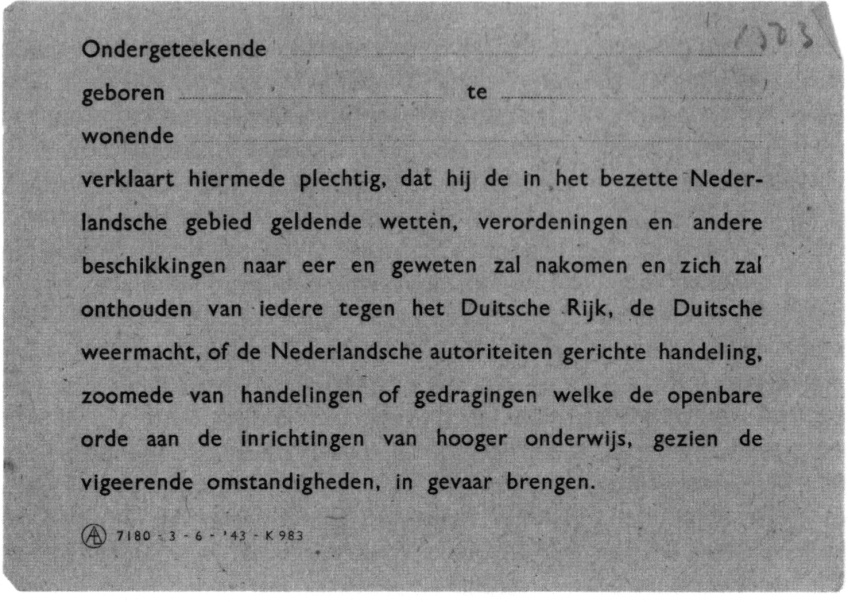
Loyaliteitsverklaring.

De loyaliteitsverklaring was een verklaring die studenten in Nederland in 1943 moesten ondertekenen. In die verklaring moesten zij beloven dat ze zich zouden 'onthouden van iedere tegen het Duitse Rijk [...] gerichte handeling'. De verklaring werd door de Duitse bezetter op 13 maart 1943 ingevoerd, de studenten hadden tot 10 april de tijd om de verklaring te ondertekenen. Wie niet tekende, mocht geen college meer volgen.

## Raad van Negen
De Raad van Negen, een overlegorgaan van het Nederlandse studentenverzet tijdens de Tweede Wereldoorlog, was reeds op 6 maart op de hoogte van de invoering van de verklaring en verbood de studenten in haar illegale blad De Geus om de loyaliteitsverklaring te tekenen.
De Raad van Negen vaardigde een richtlijn uit. Die richtlijn hield in dat men niet mocht tekenen, wie wel tekende was een "deserteur". Op studenten die toch wilden tekenen werd door medestudenten ingepraat, tot ze waren 'omgekletst'. Binnen de zeer hechte studentencorpora was de druk op de (oud-)leden zeer hoog. De ouderejaars hielden de jongerejaars voor dat men beslist niet moest tekenen op straffe van vervolging door de interne rechtspraak van het Corps.
De corpora hadden zichzelf opgeheven omdat zij weigerden hun Joodse leden te royeren. Binnen de kring van studenten bleef men desondanks sterk met elkaar verbonden.

## Invoering
In 1943 nam de Duitse bezetter maatregelen tegen de bijna 15.000 studenten in Nederland en de in de zomer van 1940 weer vrijgelaten militairen. De studenten moesten beloven dat ze zich zouden 'onthouden van iedere tegen het Duitse Rijk [...] gerichte handeling'. Deze belofte moest schriftelijk worden gedaan, door een loyaliteitsverklaring te tekenen.

### Weigeraars
Er waren op dat moment 14.600 studenten. Ongeveer 12.400 (85%) weigerden de verklaring te tekenen, inclusief 1.880 vrouwen. Al gauw werd duidelijk wat er met weigeraars zou gebeuren. Mannelijke studenten die niet tekenden, moesten zich in Ommen bij de Arbeitseinsatz aanmelden. Als de weigeraars niet naar Ommen zouden gaan, zouden er represaillemaatregelen tegen hun familieleden worden genomen.
De bezetter arresteerde ongeveer 3.500 weigeraars, die naar Duitsland werden gestuurd. De overige weigeraars doken onder.

### Getekend
Op 10 april hadden ongeveer 2.200 studenten de verklaring getekend. Toen het nieuws zich verspreidde dat mensen gearresteerd werden, tekenden nog 1.550 studenten voor het einde van de maand de verklaring. In totaal werd de verklaring 3.550 keer getekend, dat wil zeggen door 25% van de studenten.
- Alleen in Nijmegen weigerde de rector magnificus de studenten de verklaring voor te leggen, 0,3% van de studenten tekende
- In Tilburg tekende 2,2% van de studenten
- In Groningen tekende 9,3% van de studenten
- In Rotterdam tekende 11,7% van de studenten
- In Utrecht tekende 12,6% van de studenten
- In Amsterdam tekende 17,5% van de studenten
- In Wageningen tekende ca. 21% van de studenten
- In Delft stuurde de Academische Senaat een positief advies aan de studenten, daar werd de verklaring door 25,6% getekend.
- 120 vrouwelijke studenten tekenden de verklaring.
- In Kamp Vught tekenden alle krijgsgevangen studenten de verklaring in de overtuiging dat het alternatief, het aanmelden voor de Arbeitseinsatz in Duitsland erger was.